# کانتری نولز (نیویورک)
کانتری نولز (به انگلیسی: Country Knolls) یک منطقهٔ مسکونی در ایالات متحده آمریکا است که در شهرستان ساراتوگا، نیویورک واقع شده‌است. کانتری نولز ۴٫۳ کیلومتر مربع مساحت و ۲٬۱۵۵ نفر جمعیت دارد و ۸۶ متر بالاتر از سطح دریا واقع شده‌است.